# Julieta Lema (futbolista)
Julieta Lema (City Bell, Buenos Aires, Argentina; 29 de septiembre de 2000) es una futbolista argentina. Juega como delantera en el Newell's Old Boys de Rosario de la Primera División de Argentina.

## Estadísticas

### Clubes
| Club                      | País      | Año             |
| ------------------------- | --------- | --------------- |
| Villa San Carlos          | Argentina | 2018            |
| Estudiantes               | Argentina | 2018 - 2020     |
| Sol de América (préstamo) | Paraguay  | 2020 - 2021     |
| Estudiantes               | Argentina | 2021            |
| Sol de América            | Paraguay  | 2021 - presente |